# Sofia Lissóvskaia
Sofia Nikolàievna Lissóvskaia (rus: София Николаевна Лисовская; 1876–1951) va una metgessa russa coneguda per la seva prolífica investigació en immunologia i urologia. Va ser la primera dona russa catedràtica d'Urologia i la fundadora de la càtedra d'Urologia del Primer Institut Mèdic de Leningrad (en l'actualitat, la Primera Universitat Mèdica Estatal de Sant Petersburg). Va dirigir la càtedra durant vint-i-vuit anys (1923-1951).
Va estudiar a l'Institut Mèdic de la Dona de Sant Petersburg, on va obtenir el títol de metge en 1911. El 1917 va organitzar, en ell Primer Institut Mèdic de Leningrad (nom que va adoptar l'Institut Mèdic de la Dona després de la Revolució russa), els cursos Privatdozent d'urologia de la càtedra de Cirurgia operativa encapçalats pel professor A.A. Kadian (1849-1917).
El 1923 els cursos es van reorganitzar en una càtedra independent que ella va dirigir fins a la seva mort.
Al llarg de la seva carrera professional va ser autora de vuitanta-sis publicacions, incloent-hi la seva tesi doctoral sobre trasplantament de tiroide, una tècnica immunològica per al diagnòstic de la gonorrea, i les aplicacions de condicionament clàssic per al tractament de l'enuresi (incontinència de la bufeta). Del seu llibre Триппер и методы борьбы с ним (La gonorrea i mètodes per combatre-la), publicat per primera vegada el 1926, se'n van fer sis edicions.
Durant la Segona Guerra Mundial va treballar a l'assetjada Leningrad.